# Tynwald
Tynwald (em manês: Tinvaal) é o parlamento da Ilha de Man, um
território de posse da coroa britânica, que não faz parte do Reino Unido da Grã-Bretanha e Irlanda do Norte, nem pertence à União Europeia.
The Tynwald Day (Manx: Laa Tinvaal) é o dia nacional da Ilha de Man comemorado no dia 5 de Julho. Neste dia, a população nativa reúne-se em St John's, habitual local de encontro. A sessão realiza-se tanto na Capela Real de St John the Baptist e ao ar livre, Tynwald Hill (um outeiro artificial).

## O encontro
O primeiro registro da data é 1417, é conhecido como "Verão de Justiça." É a presença de membros dos dois ramos da Tynwald: a Câmara de Chaves, e do Conselho Legislativo. O vice-governador, o representante do Senhor de Mann, preside, excepto nas ocasiões em que o Senhor ou outro membro da família real britânica é no atendimento.
Todas as contas que tenham recebido a aprovação real são promulgadas em Tynwald Day; qualquer acto de Tynwald que não é promulgada no prazo de dezoito meses de passagem deixa de ter efeito. Outros procedimentos incluem a apresentação de petições ea tomada de posse de verdadeiros funcionários.